# هنريكي تريفيزان
هنريكي تريفيزان (بالبرتغالية: Henrique Trevisan‏) هو لاعب كرة قدم برازيلي في مركز الدفاع، ولد في 20 يناير 1997 في أومواراما في البرازيل. لعب مع نادي بونتي بريتا.

## وصلات خارجية
- هنريكي تريفيزان على موقع رابطة كرة القدم اليابانية للمحترفين (اليابانية)
- هنريكي تريفيزان على موقع قاعدة بيانات كرة القدم.إي يو (الإنجليزية)
- هنريكي تريفيزان على موقع Soccerbase.com (لاعب) (الإنجليزية)
- هنريكي تريفيزان على موقع Soccerway.com (الإنجليزية)
- هنريكي تريفيزان على موقع عالم كرة القدم.نت (الإنجليزية)